# 早川 (群馬県)
早川（はやかわ）は、群馬県東部を流れる利根川水系利根川支流の河川である。群馬県桐生市新里町奥沢付近に源を発し南へ流れ、太田市堀口町付近（地図上では埼玉県熊谷市）で利根川に合流する。
利根川水系で直接利根川に流入する河川としては、赤城山南麓でもっとも東端に位置し、渡良瀬川水系に関係しない河川である。このため水利権調整上の制約から、利根川上流から取水している群馬用水、大正用水の放水河川となっている。

## 流域の自治体
群馬県
桐生市、みどり市、伊勢崎市、太田市

## 橋梁
- 国道353号
- 天神橋（群馬県道73号伊勢崎大間々線）
- 宿天神橋
- 上毛電気鉄道上毛線
- （群馬県道3号前橋大間々桐生線）
- 新東橋
- 西ノ原橋（群馬県道352号笠懸赤堀今井線）
- 前山橋
- 香琳橋
- 津々見橋
- 鹿島西橋
- 鹿島橋
- 名称不明
- 早川橋（国道50号）
- 向野橋
- 薬師橋
- 下田橋
- 栄橋
- 天神橋
- 両毛線
- 名称不明
- 国定橋（群馬県道294号国定藪塚線）
- 忠治橋
- 東橋（群馬県道291号境木島大間々線）
- 金ノ原橋
- 宮下橋
- 田町橋
- 早川橋（群馬県道68号桐生伊勢崎線）
- （群馬県道291号境木島大間々線）
- 北関東自動車道
- 赤坂橋
- 小泉稲荷橋
- 中西橋
- みやま橋
- 神社橋
- 陣屋橋（栃木県道・群馬県道39号足利伊勢崎線）
- 第2鶴巻橋
- 鶴巻橋
- 銀杏橋
- 早川橋（群馬県道2号前橋館林線）
- 名称不明
- 淵名東橋
- 名称不明
- 新淵名橋
- 淵名橋
- 大国橋
- 早川大橋
- 西今井橋
- 早川第二橋（国道17号上武道路）
- 三ツ木大橋（国道354号太田・境バイパス）
- 三ツ木橋（群馬県道312号太田境東線）
- 東武伊勢崎線
- 名称不明
- 高橋
- 館橋（国道354号）
- 熊野橋
- 薬師橋
- 葵橋（群馬県道・埼玉県道14号伊勢崎深谷線）
- いなり橋
- 徳川橋（群馬県道298号平塚亀岡線）
- 昭和橋
- 桜橋
- 大塚橋
- 御蔵橋
- 八幡橋
- 吹上橋
- 御坊橋
- 阿久津橋
- 第一早川橋（国道17号上武道路）
- 武蔵島橋
- 前島橋（群馬県道・埼玉県道275号由良深谷線）
- 上堀口橋
- 不動橋
- 太子橋

## 河川施設

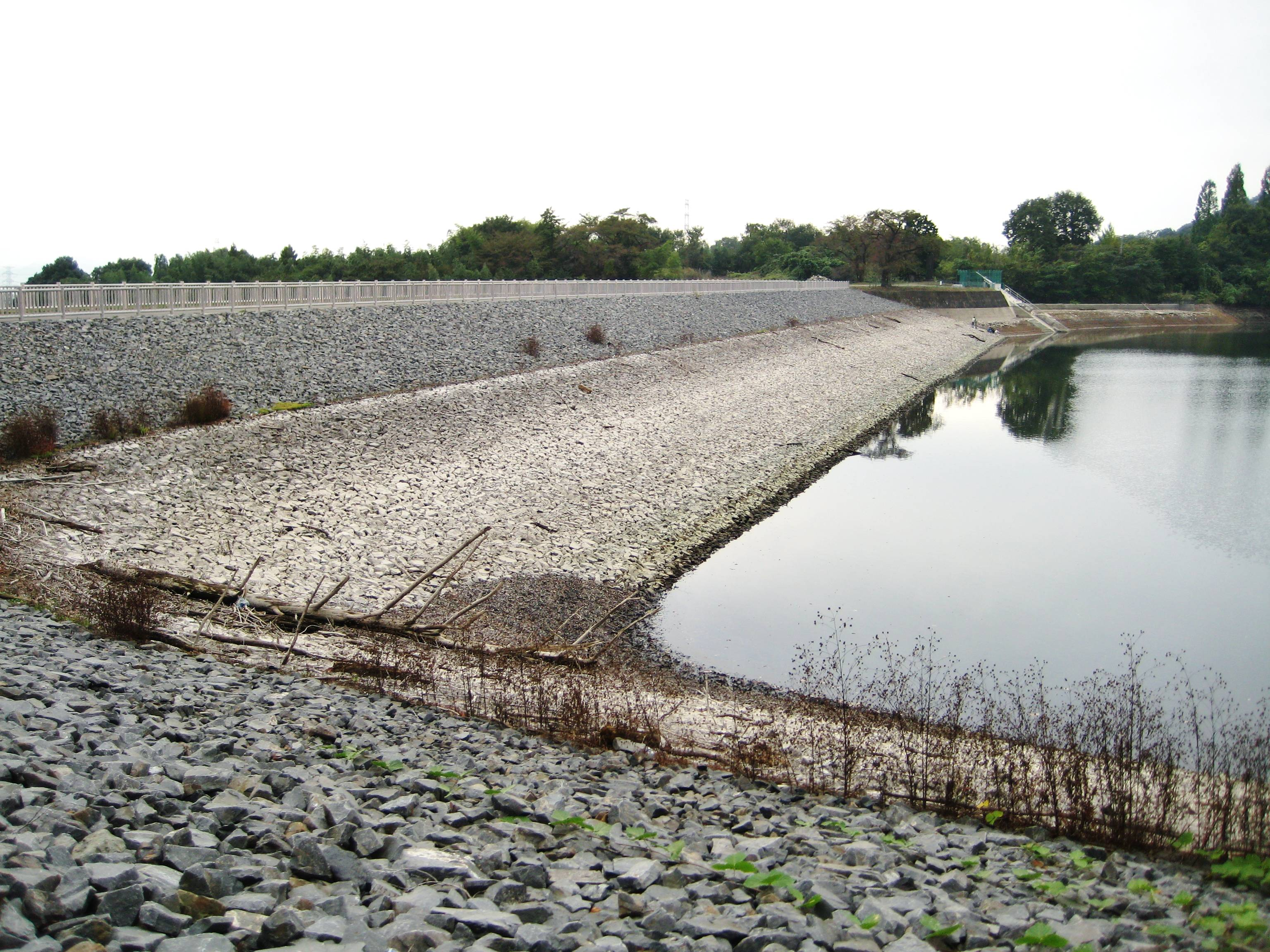
早川ダム

- 早川貯水池（早川ダム）